# توم ستاير
توماس فار ستاير (بالإنجليزية: Tom Steyer)‏ (من مواليد 27 يونيو 1957) هو مدير صندوق تحوط أمريكي وناشط في مجال الخير والدفاع عن البيئة وناشط ليبرالي وجامع تبرعات. وهو مرشح للانتخابات الرئاسية التمهيدية للحزب الديمقراطي لعام 2020.
ستاير هو المؤسس والشريك الإداري الأقدم السابق لشركة فارالون كابيتال والمؤسس المشارك لبنك وانكاليفورنيا، والذي أصبح (من خلال الاندماج) بنك الدولة المفيد، وهو بنك التنمية المجتمعية في أوكلاند.
عمل ستاير في مجلس أمناء جامعة ستانفورد في الفترة من 2007 إلى 2017.

## طفولته وتعليمه
ولد توم ستاير في عام 1957 في مانهاتن. كانت أمه مارني (كنيتها قبل الزواج فار) معلمة تربية علاجية في مركز احتجاز بروكلن، وكان والده روي هنري ستاير شريكًا في شركة محاماة سوليفان وكرومويل في نيويورك، ومدعيًا في محاكمات نورمبرغ. كان والده يهوديًّا غير ملتزم بالتعاليم الدينية، ووالدته أنجليكية.
ترعرع ستاير في الجزء الشرقي العلوي من مانهاتن، وارتاد مدرسة باكلي وأكاديمية فيليبس إكسيتر. تخرج من جامعة ييل بدرجة التفوق في الاقتصاد والعلوم السياسية، وانتُخب لجمعية فاي بيتا كابا. كان قائد منتخب كرة القدم. حصل ستاير على شهادة الماجستير في إدارة الأعمال من كلية ستانفورد للتجارة، حيث كان حاصلًا على منحة أرجاي ميلر. كان أيضًا في مجلس أمناء جامعة ستانفورد.

## حياته المهنية
بعد تخرجه من جامعة ييل، بدأ ستاير مسيرته المهنية في مورغان ستانلي في عام 1979. بعد سنتين في مورغان ستانلي، ارتاد كلية ستانفورد للتجارة. عمل ستاير في غولدمان ساكس من 1983 حتى 1985 مساعدًا في قسم موازنة المخاطر، حيث كان يعمل على عمليات الاندماج والاستحواذ. أصبح فيما بعد شريكًا وعضوًا في المجلس التنفيذي في هيلمان آند فريدمان، وهي شركة حقوق خاصة مقرها في سان فرانسيسكو.
في يناير 1986، أسس ستاير فارالون كابيتال، وهي شركة صندوق تحوط مقرها في سان فرانسيسكو. جمع ستاير ثروته بإدارة فارالون، التي كانت تدير 20 مليار دولار عندما ترك الشركة. كان ستاير معروفًا بقبوله مخاطر كبيرة للممتلكات المتعثرة اقتصاديًّا في الأسواق شديدة التقلب.
في أكتوبر 2012، تنحى ستاير من منصبه في فارالون للتركيز على الترويج للطاقات البديلة. قرر ستاير التخلص من الاستثمارات التي تتسبب بانبعاثات كربون ملوثة في عام 2012، ولكن المنتقدين يقولون إنه لم يتخلص من استثماراته بسرعة كافية ولاحظوا أن عمر المنشآت التي مولها سيستمر إلى عام 2030 أو ما بعده. قالت مقالة في نيويورك تايمز عام 2014 إن شركات تنجيم الفحم التي استثمرت فيها شركة فارالون أو أقرضتها تحت إدارة ستاير زادت إنتاجها للفحم بمقدار 70 مليون طن سنويًّا منذ تلقيها الدعم المالي من فارالون، وإن ستاير بقي مستثمرًا في منجم فحم ماولز كريك. قبل مغادرة ستاير لفارالون، انتقدت مجموعة نشطاء طلابية تدعى أنفارالون الشركة لاستثماراتها في الشركات ذات السياسات الضارة بالبيئة. في عام 2016، لاحظ بعض النقاد أن فارالون استثمرت أيضًا في سجون خاصة في حين كان ستاير يدير صندوق التحوط. وفق تقارير هيئة الأوراق المالية والبورصات في الولايات المتحدة الأمريكية فإن ستاير كان على دفة القيادة حين اشترى الصندوق نحو 90 مليون دولارًا من أسهم شركة الإصلاحيات الأمريكية كوركشنز كوربوريشن أوف أمريكا (5.5% من الأسهم القائمة للشركة). بعد مغادرة فارالون، استضاف ستاير ملتقى تفكير مدته يومين بعنوان «لقاء بيغ ثينك للمناخ» لمناقشة كيفية مواجهة التغير المناخي.
في 17 أبريل 2020، أعلن أن حاكم كاليفورنيا غافين نيوسوم عين ستاير لرئاسة خلية مهام تهدف لإنعاش الولاية اقتصاديًّا بعد أزمة جائحة فيروس كورونا 2019-2020. تضم خلية المهام أيضًا الرئيس السابق للاحتياطي الفدرالي جانيت ييلين، وعضو المجلس التنفيذي لديزني بوب إيغر، والرئيس التنفيذي لشركة آبل تيم كوك. سيكون نائب ستاير المستشارة السياسية آن أوليري.

## النشاط السياسي

### الحملة الرئاسية لعام 2020
بدأت حملة ستاير الرئاسية لعام 2020 في 9 يوليو 2019، عندما أعلن أنه سيخوض الانتخابات التمهيدية الديمقراطية في شريط فيديو لحملة انتخابية نشر على تويتر. وقبل ذلك، صرح ستاير في خطاب ألقاه في شهر يناير 2019 في آيوا بأنه «لن يترشح لمنصب الرئيس في الوقت الحالي». وقد التزم بإنفاق مائة مليون دولار في السباق. وقد صنع ستاير أكبر إعلان في الانتخابات التمهيدية الديمقراطية حتى الآن (اعتبارا من منتصف يوليو 2019)، حيث بلغ 1.4 مليون دولار.